# غاردنر (ماساتشوستس)
غاردنر (بالإنجليزية: Gardner, Massachusetts)‏ هي مدينة تقع في الولايات المتحدة في مقاطعة ووستر (ماساتشوستس). يقدر عدد سكانها بـ 20,228 نسمة ومساحتها 59.6 كم2 وترتفع عن سطح البحر 324 متر.

## التركيبة السكانية
حدّد مكتب تعداد الولايات المتحدة بيانات التركيبة السكانية لغاردنر في تعداد الولايات المتحدة. في ما يلي، التركيبة السكانية حسب تعدادي 2000 و2010.

### تعداد عام 2000
بلغ عدد سكان غاردنر 20,770 نسمة بحسب تعداد عام 2000، وبلغ عدد الأسر 8,282 أسرة وعدد العائلات 5,086 عائلة مقيمة في المدينة. في حين سجلت الكثافة السكانية 348.4 نسمة لكل كيلومتر مربع (902.4/ميل2). وبلغ عدد الوحدات السكنية 8,838 وحدة بمتوسط كثافة قدره 148.3 لكل كيلومتر مربع (384.1/ميل2).
وتوزع التركيب العرقي للمدينة بنسبة 93.13% من البيض و2.29% من الأمريكيين الأفارقة و0.34% من الأمريكيين الأصليين و1.37% من الأمريكيين ذوي الأصول الآسيوية و0.08% من سكان جزر المحيط الهادئ و1.22% من الأعراق الأخرى و1.58% من عرقين مختلطين أو أكثر و4.08% من الهسبانيون أو اللاتينيون من أي عرق.
بلغ عدد الأسر 8,282 أسرة كانت نسبة 32.5% منها لديها أطفال تحت سن الثامنة عشر تعيش معهم، وبلغت نسبة الأزواج القاطنين مع بعضهم البعض 44.4% من أصل المجموع الكلي للأسر، ونسبة 12.7% من الأسر كان لديها معيلات من الإناث دون وجود شريك، بينما كانت نسبة 4.3% من الأسر لديها معيلون من الذكور دون وجود شريكة وكانت نسبة 38.6% من غير العائلات. تألفت نسبة 32.4% من أصل جميع الأسر من عدة أفراد يعيشون في نفس المنزل ونسبة 13.5% كانت تتألف من شخص يعيش بمفرده يبلغ من العمر 65 عاماً أو أكثر. وبلغ متوسط حجم الأسرة المعيشية 2.35، أما متوسط حجم العائلات فبلغ 2.97.
بلغ العمر الوسطي للسكان 37.5 عاماً. وكانت نسبة 23.7% من القاطنين تحت سن الثامنة عشر، وكانت نسبة 7.4% بين الثامنة عشر والرابعة والعشرين عاماً، ونسبة 28.4% كانت واقعةً في الفئة العمرية ما بين الخامسة والعشرين والرابعة والأربعين عاماً، ونسبة 19.5% كانت ما بين الخامسة والأربعين والرابعة والستين، ونسبة 14.8% كانت ضمن فئة الخامسة والستين عاماً فما فوق. يوجد لكل 100 أنثى 96.5 ذكر، ويوجد لكل 100 أنثى في الثامنة عشر من عمرها فما فوق 92.4 ذكر.
بلغ متوسط دخل الأسرة في المدينة 37,334 دولارًا، أما متوسط دخل العائلة فبلغ 47,164 دولارًا. وكان متوسط دخل الذكور 35,804 دولارًا مقابل 26,913 دولارًا للإناث. وسجل دخل الفرد الخاص بالمدينة 18,624 دولارًا. وكانت نسبة 7% من العائلات ونسبة 9.6% من السكان تحت خط الفقر، وكان من هؤلاء نسبة 13% تحت سن الثامنة عشر ونسبة 11.7% في الخامسة والستين من العمر وما فوق.

### تعداد عام 2010
بلغ عدد سكان غاردنر 20,228 نسمة بحسب تعداد عام 2010، وبلغ عدد الأسر 8,224 أسرة وعدد العائلات 5,011 عائلة مقيمة في المدينة. في حين سجلت الكثافة السكانية 339.3 نسمة لكل كيلومتر مربع (878.8/ميل2). وبلغ عدد الوحدات السكنية 9,126 وحدة بمتوسط كثافة قدره 153.1 لكل كيلومتر مربع (396.5/ميل2).
وتوزع التركيب العرقي للمدينة بنسبة 91.44% من البيض و2.81% من الأمريكيين الأفارقة و0.32% من الأمريكيين الأصليين و1.45% من الأمريكيين ذوي الأصول الآسيوية و0.05% من سكان جزر المحيط الهادئ و1.73% من الأعراق الأخرى و2.21% من عرقين مختلطين أو أكثر و7.07% من الهسبانيون أو اللاتينيون من أي عرق.
بلغ عدد الأسر 8,224 أسرة كانت نسبة 29.7% منها لديها أطفال تحت سن الثامنة عشر تعيش معهم، وبلغت نسبة الأزواج القاطنين مع بعضهم البعض 41.7% من أصل المجموع الكلي للأسر، ونسبة 14% من الأسر كان لديها معيلات من الإناث دون وجود شريك، بينما كانت نسبة 5.2% من الأسر لديها معيلون من الذكور دون وجود شريكة وكانت نسبة 39.1% من غير العائلات. تألفت نسبة 32.1% من أصل جميع الأسر من عدة أفراد يعيشون في نفس المنزل ونسبة 12.7% كانت تتألف من شخص يعيش بمفرده يبلغ من العمر 65 عاماً أو أكثر. وبلغ متوسط حجم الأسرة المعيشية 2.30، أما متوسط حجم العائلات فبلغ 2.89.
بلغ العمر الوسطي للسكان 40.6 عاماً. وكانت نسبة 20.8% من القاطنين تحت سن الثامنة عشر، وكانت نسبة 8.6% بين الثامنة عشر والرابعة والعشرين عاماً، ونسبة 26.9% كانت واقعةً في الفئة العمرية ما بين الخامسة والعشرين والرابعة والأربعين عاماً، ونسبة 28.9% كانت ما بين الخامسة والأربعين والرابعة والستين، ونسبة 14.8% كانت ضمن فئة الخامسة والستين عاماً فما فوق. وتوزع التركيب الجنسي للسكان بنسبة 51.2% ذكور و48.8% إناث.

## معرض صور

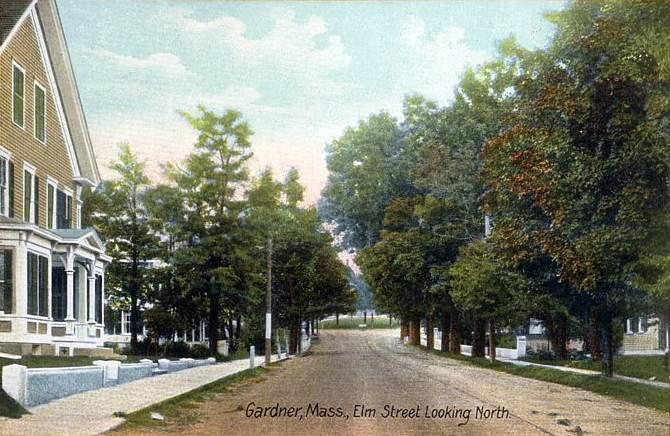
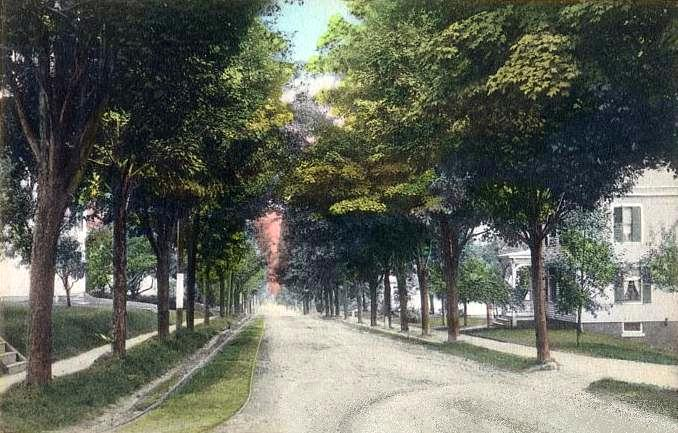
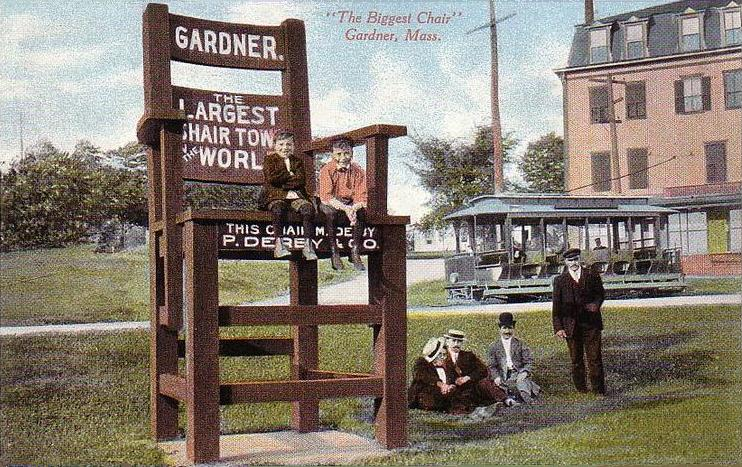

## أعلام
- شون هالوران
- توماس جاي كامبل
- مات غريفين
- ريد بلانشارد
- ماري دالي
- باول مارتن
- توم هارت
- بروس مارشال